# Wartburg (Tennessee)
Wartburg es una ciudad ubicada en el condado de Morgan en el estado estadounidense de Tennessee. En el Censo de 2010 tenía una población de 918 habitantes y una densidad poblacional de 371,14 personas por km².

## Geografía
Wartburg se encuentra ubicada en las coordenadas 36°6′16″N 84°35′11″O / 36.10444, -84.58639. Según la Oficina del Censo de los Estados Unidos, Wartburg tiene una superficie total de 2.47 km², de la cual 2.47 km² corresponden a tierra firme y (0%) 0 km² es agua.

## Demografía
Según el censo de 2010, había 918 personas residiendo en Wartburg. La densidad de población era de 371,14 hab./km². De los 918 habitantes, Wartburg estaba compuesto por el 96.62% blancos, el 0.76% eran afroamericanos, el 0.11% eran amerindios, el 0.11% eran asiáticos, el 0% eran isleños del Pacífico, el 0.22% eran de otras razas y el 2.18% pertenecían a dos o más razas. Del total de la población el 1.09% eran hispanos o latinos de cualquier raza.